# Берестяное
Берестя́ное (укр. Берестяне) — село в Цуманской поселковой общине Луцкого района Волынской области Украины.
До 2020 года входило в Киверцовский район.

## Достопримечательности
В окрестностях села располагается одноимённый комплекс археологических памятников.

## Основные сведения
Село занимает площадь 7,689 км². Население по переписи 2001 года составляет 1017 человек. Почтовый индекс — 45215. Телефонный код — 3365. Код КОАТУУ — 0721880401.